# Udacine, Krasnohvardiiske
Udacine (în ucraineană Удачне) este un sat în comuna Iantarne din raionul Krasnohvardiiske, Republica Autonomă Crimeea, Ucraina.

## Demografie
Componența lingvistică a localității Udacine
     Rusă (81,26%)
     Ucraineană (9,91%)
     Tătară crimeeană (7,75%)
Conform recensământului din anul 2001, majoritatea populației localității Udacine era vorbitoare de rusă (81,26%), existând în minoritate și vorbitori de ucraineană (9,91%) și tătară crimeeană (7,75%).